# Coz Ov Moni
Coz Ov Moni - The First Pidgen Musical Film in the World es una película musical ghanesa de 2010 producida por FOKN BOIS y dirigida por el cineasta independiente King Luu.
Fue realizada íntegramente en inglés Pidgin de Ghana, pero se muestran subtítulos.

## Sinopsis
En una mañana normal en Gbese, Acra, FOKN BOIS (el dúo de rap M3NSA y Wanlov the Kubolor) despiertan y planean salir a bailar con amigas después de conseguir el dinero de un deudor. Su actitud de espíritu libre y aparentemente engreído los convierte en enemigos a medida que avanza el día.

## Elenco
- M3NSA
- Wanlov el Kubolor
- Reggie Rockstone
- Samini
- Macho Rapper
- Mutombo Da Poet
- Mokin

## Lanzamiento
Se estrenó en Ghana el 15 de mayo de 2010 en el Teatro Nacional de Ghana y en Reino Unido el 22 de julio del mismo año en The Ritzy en Londres. También se presentó en varios festivales de cine, como el Festival Internacional de Cine de Río de Janeiro, el Festival de Cine Panafricano en Los Ángeles, el Festival Internacional de Cine de Cineastas Negros en Londres  y el Festival de Cine Panafricano en Cannes. De igual forma fue la película principal en African Weekender (Sussex). Posteriormente se lanzó como una combinación de VCD/CD.

## Premios y honores
- Premios a los logros de Ghana en el Reino Unido : 1
  - Premio al logro especial: 2011[9]